# Stróż plaży w sezonie zimowym
Stróż plaży w sezonie zimowym (tytuł oryginalny Čuvar plaže u zimskom periodu / Чувар плаже у зимском периоду) – jugosłowiański film dramatyczny z 1976 roku w reżyserii Gorana Paskaljevicia. 

## Obsada
- Irfan Mensur jako Dragan
- Gordana Kosanović jako Ljubica
- Danilo Bata Stojković jako ojciec Dragana
- Mira Banjac jako matka Dragana
- Dara Čalenić jako ciotka Dragana
- Velimir Bata Živojinović jako ojciec Ljubicy
- Ana Krasojević jako matka Ljubicy
- Stevan Minja jako wujek Ljubicy
- Pavle Vujisić jako Buda
- Ružica Sokić jako wdowa
- Faruk Begolli jako przyjaciel Dragana
- Janez Vrhovec jako koncertmistrz
- Dragomir Felba jako szofer
- Bora Todorović jako Petar Dunjić
- Dušan Janićijević jako reżyser
- Milivoje Tomić jako szef pralni
- Mirjana Nikolić jako kobieta z biura
- Jovanka Kotlajić jako gość na weselu
- Ilija Bašić jako mężczyzna siedzący przy barze
- Jovan Nikčević jako mężczyzna z prezentem w restauracji
- Vladan Živković jako gastarbajter
- Predrag Milinković
- Ljubomir Ćipranić